# حركة شباب 6 أبريل

شعار حركة شباب 6 ابريل هو قبضة مرفوعة والذي يرمز غالبا إلى «التضامن مع جموع الشعب» وهو يكاد يطابق شعار عدة حركات أخرى منها حركة أوتبور

حركة شباب 6 أبريل هي حركة سياسية مصرية معارضة ظهرت سنة 2008.أنشأها بعض الشباب المصري. ظهرت في الساحة السياسية عقب الإضراب العام الذي شهدته مصر في 6 أبريل 2008 بدعوة من عمال المحلة الكبري وتضامن القوى السياسية فتبناه الشباب وبدؤوا في الدعوة إليه كاضراب عام لشعب مصر.
أغلب أعضاء الحركة من الشباب الذين لا ينتمون إلى تيار أو حزب سياسي معين وتحرص الحركة على عدم تبنيها لأيدلولوجية معينة حفاظا على التنوع الأيديولجي داخل الحركة ولما تفرضه ظروف مصر من ضرورة التوحد والائتلاف ونبذ الخلاف.
حركة شباب 6 أبريل من الأوائل في الدعوة إلي ثورة 25 يناير.

## بداية الظهور
في يوم 6أبريل من عام 2008، أعلن بعض الشباب تضامنهم مع إضراب العمال وتبنوا فكرة الكاتب الصحفي مجدي أحمد حسين أن يكون الاضراب عامًّا في مصر وليس للعمال فقط. بدأت الحركة في تشكيل مجموعات لنشر فكرة الإضراب وإرسال رسائل إلى المصريين المشتركين بموقع فيس بوك (وصل عدد الأعضاء إلى 70,000 في إحدى الصفحات الداعية للإضراب)، بعد فترة تناولت بعض الصحف المصرية فكرة الإضراب والحركة وفي أيام قليلة بدأت تصل رسائل نصية قصيرة بشكل عشوائي داعية لإضراب عام يوم 6 أبريل. تحت شعار «خليك بالبيت». وبالفعل نجح الإضراب إلى حد كبير وكانت المفاجأة إضراب في دولة يحكمها الرئيس السابق حسنى مبارك.

## مسيرة الإسكندرية
بعد أن قامت الحركة بالتظاهر أمام نقابة الصحفيين في القاهرة في 28 يونيو. ظهرت الحركة مجددًا في شهر يوليو حيث قامت بتنظيم مسيرة قام بها بعض شباب الحركة على كورنيش البحر، أحد شواطئ الإسكندرية، رافعين الأعلام المصرية، قامت قوات الأمن المركزي بمحاصرتهم ومن ثم مطاردتهم في شوارع الإسكندرية وألقت القبض على بعضهم ومنهم مصطفى ماهر شقيق أحمد ماهر منسق الحركة، وباسم فتحي أحد مؤسسي الحركة، ومحمد محمود وعمرو علي أعضاء المكتب السياسي، بالإضافة إلى هروب البعض عن طريق الشوارع الجانبية بالمنطقة.

## انتقادات

### الحكومة المصرية
اتهمت الحكومات المصرية (قبل الثورة) أعضاء الحركة بالخيانة، وتلقي تدريب في الخارج لقلب نظام الحكم المصري وزعزعة الاستقرار، وتلقي الأموال من جهات خارجية لإثارة الفتنة في مصر.

### المجلس الأعلى للقوات المسلحة

البند الثاني من بيان رقم (69) من المجلس العسكري

اتهمهم المجلس الأعلى للقوات المسلحة في بيانه رقم 69 بتحريض الشعب ضد الجيش،  مما أثار استياء عدد كبير من النشطاء والحركات السياسية  لإتهام حركة وطنية ساعدت في ولادة ثورة الخامس والعشرون من يناير بالخيانة والتطعين في وطنيتهم.

أما الحركة فكان ردها كتابة آية قرآنية على صفحتها على فيس بوك. واطلقت «حركه شباب 6 أبريل الدقهليه» بيان لرفض الإتهام وطلب الدليل لإتهامهم  ورفضت صفحة «كلنا خالد سعيد» الإتهام للحركة. وطالبت المجلس العسكري بنقد من يروج الإشاعات والأخبار الكاذبة مثلما ينقدون الحركة 
وإن فكرة الوقيعة ما بين الجيش والشعب هي فكرة مستهلكة، ولكن لجنة تقصّي الحقائق تحت إشراف وزير العدل تعلن براءة الحركة من تهمة تلقي أي أموال أجنبية أو دعم خارجي. وتطالب الحركة المجلس الأعلى للقوات المسلحة بالاعتذار عن الإتهامات وتتمسك بمقاضاة اللواء الرويني.

### آخرون
تتعرض الحركة لكثير من الاتهامات جميعها تدور حول التخوين والعمالة والتدرب في صربيا والتمويل من منظمات خارجية مثل فريدوم هاوس وهو ما تنفيه الحركة دائمًا.

## أبرز الكوادر
- أحمد ماهر المؤسس لحركة شباب 6 أبريل، يعمل مهندسًا مدنيًا، من مواليد الإسكندرية 1980.
- عمرو على: منسق الحركة وأحد المؤسسين وعضو المكتب السياسي.
- خالد المصري: عضو مؤسس ومدير المكتب الإعلامى بالحركة.
- محمد عادل: مدون مصري عضو مؤسس وعضو المكتب السياسي واحد المتحدثين الإعلاميين باسم الحركة، وهو مطور برمجيات مصري.
- أحمد النديم: عضو المكتب السياسي وأحد مسؤولي الحركة بمدينة المنصورة، وأحد أبرز العاملين في الإصلاح الداخلي للحركة.
- مصطفى ماهر: مسؤول اللجنة الطلابية السابق في الحركة واحد المؤسسين والشقيق الاصغر للأحمد ماهر.
- عماد عبدالحميد: مسؤول اللجنة الطلابية بالحركة واحد المتحدثين الإعلاميين.
- كريم طه: مسؤل العمل الجماهيرى لمحافظة القاهرة وأحد معتقلى الحركة في عهد عدلى منصور والسيسى.
- زيزو عبده: أحد الرموز والكوادر ويعتبر أيقونة للحركة.
- مها زبادى: مسؤول العمل الإعلامى المركزي داخل الحركة.
- رامى السيد: مسؤول العمل الجماهيرى المركزى داخل الحركة، وعضو المكتب السياسى بالحركة.
- رامي السويسي عضو المكتب السياسي وأحد مؤسسي الحركة
- ضياء الصاوي أحد معتقلي اضراب 6 أبريل 2008. قام بصياغة البيان التأسيسي.أنسحب من الحركة بعد عام من التأسيس ومعه أغلب الشباب القومي والإسلامي نتيجة بعض الخلافات.

## انشقاقات وخلافات
نفت الحركة ما نشرته بعض وسائل الإعلام حول وجود انشقاقات داخلية داخل الحركة أو إن المؤسسين للحركة قد فضلوا الابتعاد عن أحمد ماهر لكثرة الشكوك حوله ولإرادته أن يصبح المتحكم الوحيد في الحركة دون مبررات ولكثرة الاستفهامات حول شخصيته. وكانت مجموعة من أعضاء الحركة قد قرروا الانفصال عنها في أغسطس 2011 وتأسيس جبهة عُرفت باسم «6 أبريل «الجبهة الديمقراطية»»، والأعضاء المنشقين ليسوام من مؤسسي الحركة الأم في 2008 وتأسست الجبهة الديمقراطية عندما رفض أحمد ماهر تداول السلطة داخلها ورفضه التخلي عن منصب المنسق العام لها. فيما رفض ماهر الاعتراف بانقسام الحركة وقال: «أن حركة 6 أبريل غير منقسمة، بل هي جبهة أحمد ماهر فقط وأن الجبهة الديمقراطية لا تمت لـ6 أبريل بصلة».

## وصلات خارجية
• الصفحة الرئيسية على الفيسبوك لحركة شباب 6 ابريل  على فيسبوك.
• شبكة مباشر 6 إبريل الاخبارية  على فيسبوك.
• معركة بيانات متبادلة بين «المجلس العسكرى» و«6 أبريل» بسبب مسيرة 23 يوليو